# Gerardus Johannes Wortelboer
Gerardus Johannes Wortelboer (Veendam, 1874 – Paramaribo, 1941) was een geestelijke van de rooms-katholieke kerk die 32 jaar als missionaris werkzaam was in het district Marowijne in Suriname.

## Intrede
Wortelboer werd geboren te Veendam in de provincie Groningen als zoon van het echtpaar Hermanna T. Broekman uit Veendam en Johannes W. Wortelboer, afkomstig uit Oude Pekela. In 1902 trad hij toe tot de orde der redemptoristen die de Surinaamse missie in haar takenpakket had. Wortelboer ontving zijn priesterwijding in 1907, waarna hij op 8 maart 1909 in Paramaribo arriveerde.

## Missiepost Tamarin
Pater Wortelboer zette zich in noord-oost Suriname in voor de missionering onder de marrons en inheemse Surinamers. Wortelboer was een echte 'plantage-pater'. Hij maakte vele jaren rivierreizen met tentboot en korjaal, op het laatst met een motorbootje. Hoogstzelden kwam hij in Paramaribo en was in de stad daardoor niet bekend.
In 1915 richtte Wortelboer een missiepost op in het 19e-eeuwse marrondorp Tamarin aan de Cottica (rivier), bewoond door Aukaners. Rond 1922 ging hij er zelf wonen. Zo werd Tamarin voor de katholieken een permanente statie. Wortelboer's eerste huis was een grote hut. In 1924 verrees zijn pastorie. Daarna kreeg het dorpje onder zijn leiding een kerkgebouw (St. Michaëls-kerk), een jongensinternaat (St. Angelina-stichting), een kliniekje en een houtzagerij.
De kostschool telde 55 jongens, vooral Afro-Surinaams, maar ook enkelen Inheems. In 1925 kreeg het internaat een meisjesafdeling toen de Zusters van Roosendaal de missiepost van Wortelboer overnamen. Wortelboer bleef echter werkzaam als pastoor in Tamarin. Maandelijks hield hij een kerkdienst op Moengo en enkele andere omliggende dorpen. Daarnaast hield hij zich intensief bezig met de zagerij, een belangrijke werkplaats en bron van inkomsten voor het dorp (en de missie). In 1935 kreeg de houtzaagmolen een raamzaag, een schaafmachine en een kantrecht- en ploegmachine, waardoor perfecte planken konden worden geproduceerd.
Bisschop Van Roosmalen wilde met de stichting van Tamarin onderzoeken of de resultaten van vaste staties beter waren dan die van het waka-kerki-systeem (rondtrekkende priesters). Maar toen in de omgeving van Tamarin met de bauxietexploitatie werd begonnen trokken velen van Tamarin weg, zodat het experiment werd afgebroken. De priester van Tamarin moest zijn kudde weer in de dorpjes langs de rivier gaan opzoeken, waarmee het uitzonderlijke karakter van het 'christendorp' Tamarin vervaagde.

## Overlijden
Pater Wortelboer is in zijn loopbaan enkele tropische ziektes te boven gekomen zoals yaws en malaria. In augustus 1940 kreeg hij geelzucht, veroorzaakt door hepatitis, waardoor hij zich gedwongen zag naar Paramaribo te verhuizen. Daar overleed hij in februari 1941, op 67-jarige leeftijd.